# Önkormányzati TV
Az Önkormányzati TV egy olyan médiaszerver szolgáltatás, és egyben weboldal, melyen keresztül bárki számára megtekinthetők a hazai önkormányzatok nyilvános testületi ülései. A 2011 szeptemberében Magyar Termék Nagydíjat nyert portálon az élő közvetítések mellett megtalálhatóak a testületi ülések archív videó, és/vagy hangfelvételei is. A szolgáltatást a Globomax Zrt. üzemelteti.
Az ÖTV médiaszerver létrehozásának célja az volt, hogy a magyar választópolgárok minél szélesebb köre számára lehetővé váljon a helyi és regionális önkormányzati döntések mögött meghúzódó előkészítési, tárgyalási és döntési folyamatok megismerése.
Robotkamerás közvetítő rendszer és a hozzá kapcsolódó portál együttesen új kommunikációs teret hozott létre a lakosság és az önkormányzatok között, ami nagyban hozzájárul a helyi és regionális döntések mögött meghúzódó döntéshozatali folyamatok minél szélesebb körben történő megosztásához.
2011–2012 folyamán Magyarországon is nagy lépésekkel kezdtek elterjedni az okostelevíziók, az úgynevezett Smart TV-k. A növekvő igényt kiszolgálva elkészült az Önkormányzati TV SMART-alkalmazása is. Ennek segítségével már nem csak számítógépek előtt, hanem a megszokott otthoni okostelevízión is megnézhetők az önkormányzati testületi ülések és más önkormányzati anyagok.

## További funkciók
- Keresés és navigáció napirendi pontokra és felszólalókra.
- E-mail-értesítés a regisztrált felhasználóknak az oldalon elérhető új anyagokról.